# غوردون نيلسون
غوردون نيلسون (بالإنجليزية: Gordon Neilson)‏ (28 مايو 1947 بغلاسكو في المملكة المتحدة - ) هو لاعب كرة قدم بريطاني في مركز جناح ‏. لعب مع نادي أرسنال ونادي برينتفورد ونادي هيلينغدون بورو.

## وصلات خارجية
- غوردون نيلسون على موقع قاعدة بيانات كرة القدم.إي يو (الإنجليزية)